# Stanisław Cisek
Stanisław Cisek (ur. 6 maja 1924 we Lwowie, zm. 14 czerwca 2007 we Wrocławiu) – polski żeglarz, inżynier, plutonowy podchorąży AK.
Stopień żeglarza zdobył w 1959, ale pływał już wcześniej po Zatoce Gdańskiej bez uprawnień. Po sześcioletnim pobycie we Wrocławiu powrócił nad morze i w 1969 zdobył patent sternika morskiego. W 1971 uzyskał stopień kapitana żeglugi bałtyckiej. Pierwszy właściciel jachtu "Narcyz", na którym przepłynął z Polski (Świnoujście) do Wenezueli (1972-1974). 
Za swoje osiągnięcie otrzymał w 1974 roku wyróżnienie w konkursie Rejs Roku 1974 "Głosu Wybrzeża". Wyróżniono go również Złotą Odznaką AZS oraz tytułem Zasłużonego Działacza Żeglarstwa Polskiego.